# Kyselovice
Kyselovice település Csehországban, Kroměříži járásban. Kyselovice Vlkoš, Žalkovice, Chropyně és Břest településekkel határos. Lakosainak száma 492 fő (2024. január 1.).

## Népesség
A település lakosságának változását az alábbi diagram mutatja:
| Lakosok száma | 665  | 903  | 833  | 739  | 607  | 477  | 493  | 485  | 469  | 492  |
|               | 1869 | 1900 | 1921 | 1961 | 1980 | 2011 | 2016 | 2019 | 2021 | 2024 |